# Kanton Castres-Ouest
Kanton Castres-Ouest (francouzsky Canton de Castres-Ouest) je francouzský kanton v departementu Tarn v regionu Midi-Pyrénées. Tvoří ho tři obce.

## Obce kantonu
- Castres (západní část)
- Navès
- Saïx